# 아과
아과(subfamily, 라틴어: subfamilia, 복수형 subfamiliae)는 생물학적 분류에서 보조(중간) 분류학적 순위로, 과 (생물학) 다음이지만 속 (생물학)보다는 더 포괄적이다. 표준 명칭 규칙은 식물학적 아과 이름을 "-oideae"로 끝내고, 동물학적 아과 이름을 "-inae"로 끝낸다.
데타리움아과(Detarioideae)는 식물 아과의 한 예이다. 데타리움아과는 84속을 포함하는 콩과(Fabaceae)의 하위 분류이다.
동물학적 아과의 한 예로 "Stevardiinae"를 들 수 있다. 이 아과는 민물고기의 다양한 계통군인 카라신과의 큰 하위 분류이다.

## 같이 보기
- 국제식물명명규약
- 국제동물명명규약